# رایلی کااوپی
رایلی کااوپی (انگلیسی: Raili Kauppi; ۱ ژانویهٔ ۱۹۲۰ – ۱ ژانویهٔ ۱۹۹۵) فیلسوف اهل فنلاند بود.